# العلاقات البالاوية الكيريباتية
العلاقات البالاوية الكيريباتية هي العلاقات الثنائية التي تجمع بين بالاو وكيريباتي.

## مقارنة بين البلدين
هذه مقارنة عامة ومرجعية للدولتين:
| وجه المقارنة                                              | بالاو                         | كيريباتي                        |
| --------------------------------------------------------- | ----------------------------- | ------------------------------- |
| المساحة (كم2)                                             | 465                           | 811                             |
| عدد السكان (نسمة)                                         | 21.73 ألف                     | 116.40 ألف                      |
| الكثافة السكانية (ن./كم²)                                 | 4.67 ألف                      | 14.35 ألف                       |
| العاصمة                                                   | نغيرولمود، كورور              | جنوب تاراوا                     |
| اللغة الرسمية                                             | لغة إنجليزية، اللغة البالاوية | لغة إنجليزية، اللغة الكيريباتية |
| العملة                                                    | دولار أمريكي                  | دولار كريباتي، دولار أسترالي    |
| الناتج المحلي الإجمالي (بليون دولار)                      | 291.54 مليون                  | 196.15 مليون                    |
| الناتج المحلي الإجمالي (تعادل القوة الشرائية) بليون دولار | 326.12 مليون                  | 224.26 مليون                    |
| الناتج المحلي الإجمالي الاسمي للفرد دولار أمريكي          | 13.50 ألف                     | 1.42 ألف                        |
| الناتج المحلي الإجمالي للفرد دولار أمريكي                 | 14.76 ألف                     | 1.81 ألف                        |
| مؤشر التنمية البشرية                                      | 0.780                         | 0.590                           |
| رمز المكالمات الدولي                                      | +680                          | +686                            |
| رمز الإنترنت                                              | .pw                           | .ki                             |
| المنطقة الزمنية                                           | ت ع م+09:00                   |                                 |

## منظمات دولية مشتركة
يشترك البلدان في عضوية مجموعة من المنظمات الدولية، منها:
| علم المنظمة | اسم المنظمة                                 | تاريخ انضمام بالاو | تاريخ انضمام كيريباتي |
| ----------- | ------------------------------------------- | ------------------ | --------------------- |
|             | بنك التنمية الآسيوي                         | 2003               | 1974                  |
|             | مؤسسة التنمية الدولية                       | 16 ديسمبر 1997     | 2 أكتوبر 1986         |
|             | يونسكو                                      | 20 سبتمبر 1999     | 24 أكتوبر 1989        |
|             | الأمم المتحدة                               | 15 ديسمبر 1994     | 14 سبتمبر 1999        |
|             | مجموعة دول أفريقيا والكاريبي والمحيط الهادئ | ?                  | ?                     |
|             | البنك الدولي للإنشاء والتعمير               | 16 ديسمبر 1997     | 29 سبتمبر 1986        |
|             | منظمة حظر الأسلحة الكيميائية                | ?                  | ?                     |
|             | مؤسسة التمويل الدولية                       | 16 ديسمبر 1997     | 2 أكتوبر 1986         |
|             | تحالف الدول الجزرية الصغيرة                 | ?                  | ?                     |